# Ačinsk
Ačinsk (in russo Ачинск?) è una città della Russia, situata nel Kraj di Krasnojarsk sul fiume Čulym. La città è servita da un aeroporto.

## Storia
La città fu fondata nel 1641 come Ačinskij Ostrog sul fiume Belyj Ijus. Dopo un incendio nel 1683, fu spostata lungo le rive del fiume Čulym, ed il suo giorno di fondazione ufficiale fu stabilito per il 25 luglio 1683. Lo status di città venne conferito nell'anno 1782.

## Geografia fisica

### Territorio
Ačinsk sorge nella parte meridionale del suo kraj, a 184 km ad ovest del suo capoluogo Krasnojarsk. Da Tomsk e Kemerovo dista circa 250 km (est), e da Novosibirsk circa 400 (est).

### Clima
| Ačinsk (1991-2020) Fonte: | Mesi         | Mesi         | Mesi         | Mesi         | Mesi         | Mesi        | Mesi        | Mesi        | Mesi         | Mesi         | Mesi         | Mesi         | Stagioni | Stagioni | Stagioni | Stagioni | Anno  |
| Ačinsk (1991-2020) Fonte: | Gen          | Feb          | Mar          | Apr          | Mag          | Giu         | Lug         | Ago         | Set          | Ott          | Nov          | Dic          | Inv      | Pri      | Est      | Aut      | Anno  |
| ------------------------- | ------------ | ------------ | ------------ | ------------ | ------------ | ----------- | ----------- | ----------- | ------------ | ------------ | ------------ | ------------ | -------- | -------- | -------- | -------- | ----- |
| T. max. media (°C)        | −11,7        | −8,0         | −0,5         | 8,4          | 16,7         | 22,9        | 24,7        | 21,9        | 14,6         | 6,2          | −4,2         | −9,5         | −9,7     | 8,2      | 23,2     | 5,5      | 6,8   |
| T. media (°C)             | −15,3        | −12,2        | −5,1         | 3,1          | 10,4         | 16,8        | 19,0        | 16,2        | 9,4          | 2,2          | −7,6         | −13,0        | −13,5    | 2,8      | 17,3     | 1,3      | 2,0   |
| T. min. media (°C)        | −18,3        | −15,5        | −9,0         | −1,1         | 5,3          | 11,7        | 14,1        | 11,8        | 5,6          | −0,7         | −10,5        | −16,1        | −16,6    | −1,6     | 12,5     | −1,9     | −1,9  |
| T. max. assoluta (°C)     | 4,8 (1948)   | 6,0 (1987)   | 16,5 (1989)  | 29,0 (2020)  | 34,8 (2004)  | 35,3 (1969) | 37,2 (1901) | 34,1 (1929) | 31,0 (1966)  | 24,2 (1946)  | 13,8 (2001)  | 6,1 (1999)   | 6,1      | 34,8     | 37,2     | 31,0     | 37,2  |
| T. min. assoluta (°C)     | −59,9 (1931) | −45,4 (1931) | −42,1 (1932) | −27,9 (1963) | −19,2 (1903) | −3,8 (1937) | −0,5 (1901) | −2,8 (1935) | −10,0 (1954) | −34,1 (1901) | −45,8 (1902) | −48,3 (1930) | −59,9    | −42,1    | −3,8     | −45,8    | −59,9 |
| Precipitazioni (mm)       | 17           | 14           | 16           | 25           | 42           | 64          | 59          | 70          | 52           | 40           | 34           | 29           | 60       | 83       | 193      | 126      | 462   |

## Società

### Evoluzione demografica
| 1897    | 1939    | 1959    | 1962    | 1967    | 1970    |
| ------- | ------- | ------- | ------- | ------- | ------- |
| 6 700   | 32 500  | 50 300  | 60 000  | 69 000  | 97 000  |
| 1973    | 1979    | 1989    | 1998    | 2002    | 2010    |
| 106 000 | 116 900 | 121 572 | 123 300 | 118 744 | 109 200 |

## Infrastrutture e trasporti

### Aeroporti
L'aeroporto di Ačinsk (ICAO: UNKS - IATA: ACS) si trova a 4 km est dalla città ed espleta per lo più trasporti di tipo regionale ed i voli cargo.

### Strade
A livello autostradale la città è servita dalla M53 Novosibirsk-Irkutsk.

### Ferrovie
La stazione centrale cittadina si trova sulla Ferrovia Transiberiana che, oltre al collegamento Mosca-Vladivostok dell'espresso Rossija, conta anche collegamenti Mosca-Pechino (immettendosi sulla Ferrovia Transmongolica) e Minsk-Irkutsk. Altre linee ferroviarie sono quella per Abakan (verso sud) e quella per Lesosibirsk (verso nord).

## Galleria d'immagini

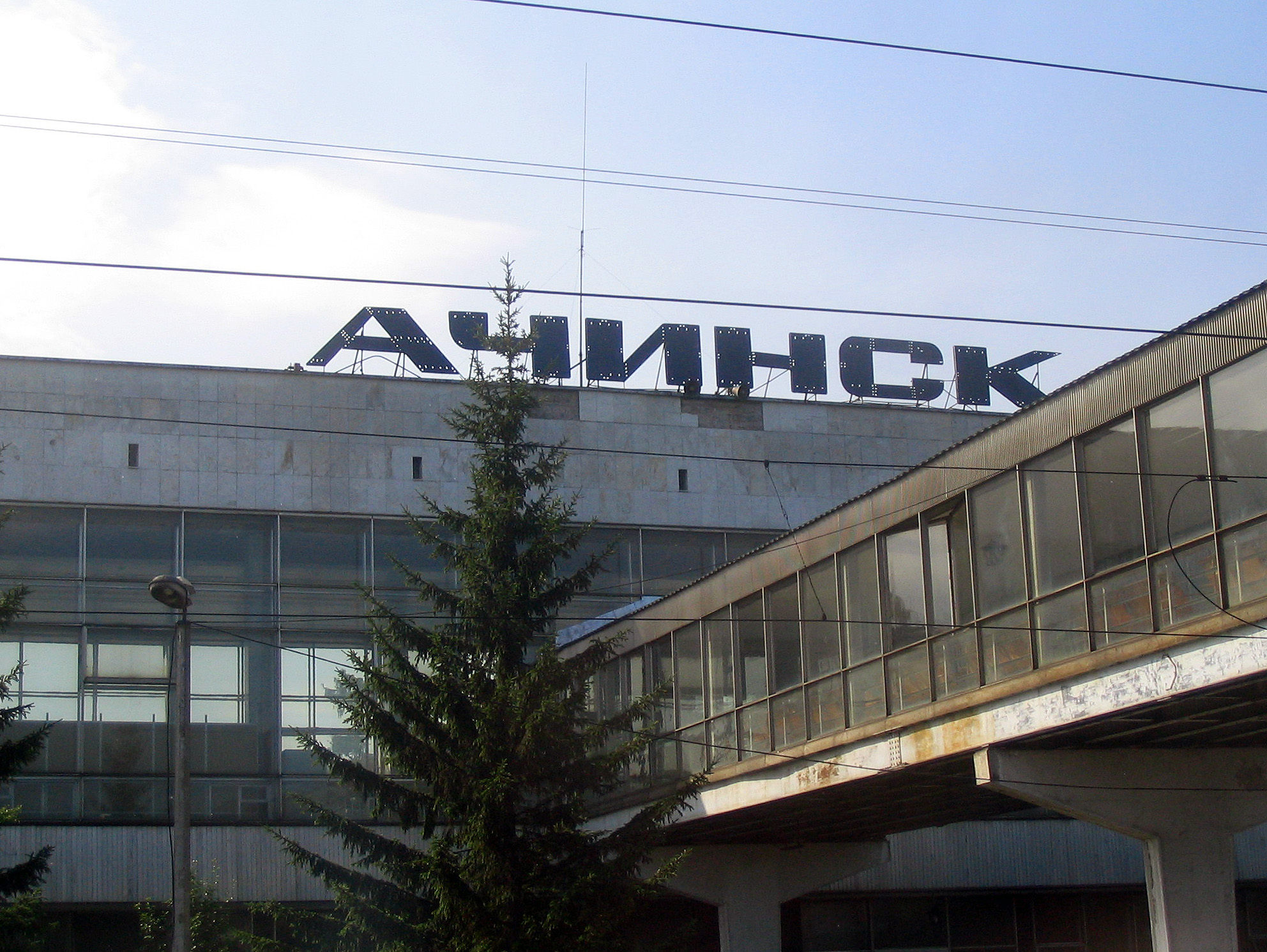
Stazione ferroviaria
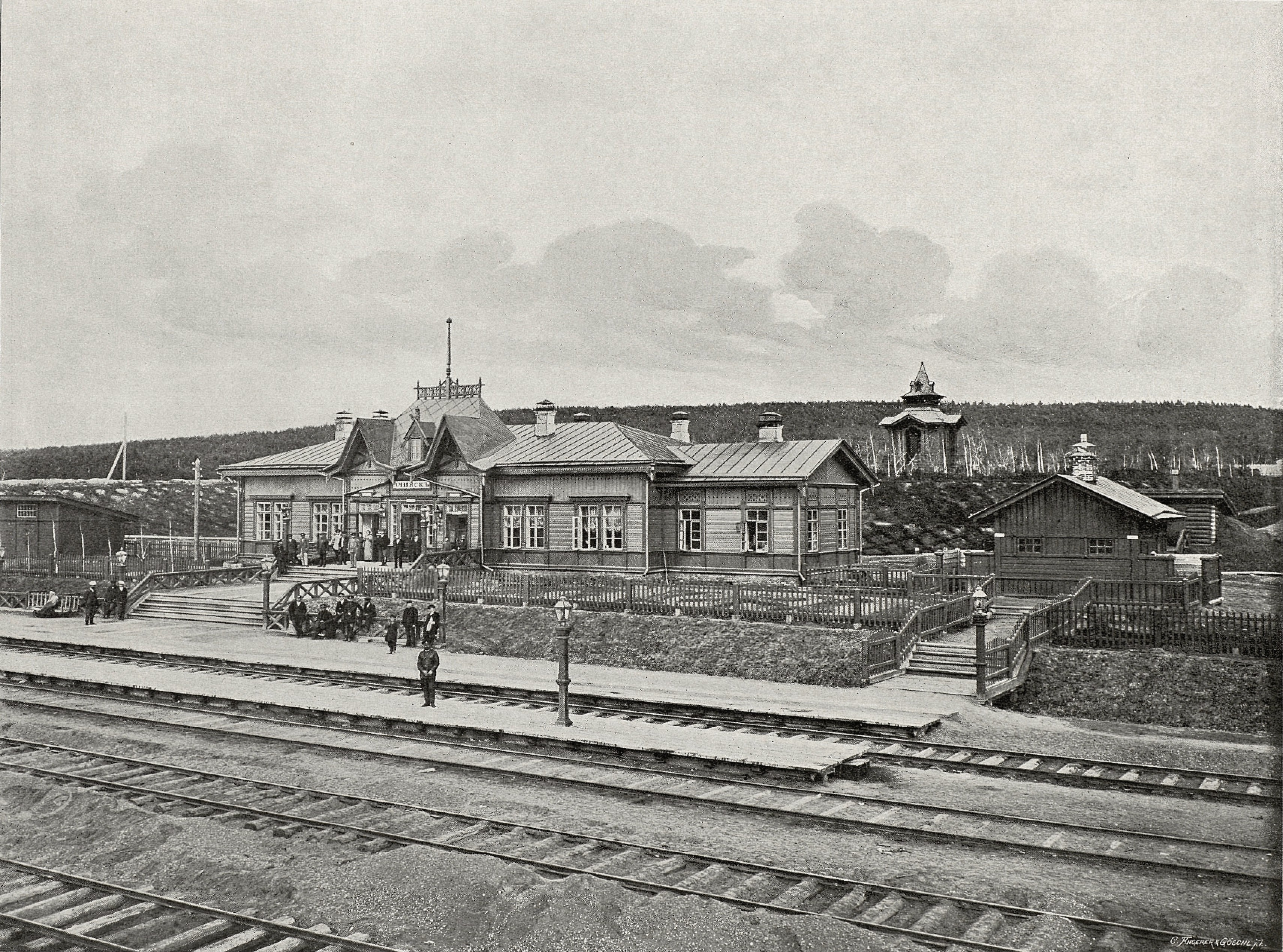
La stazione nel 1899
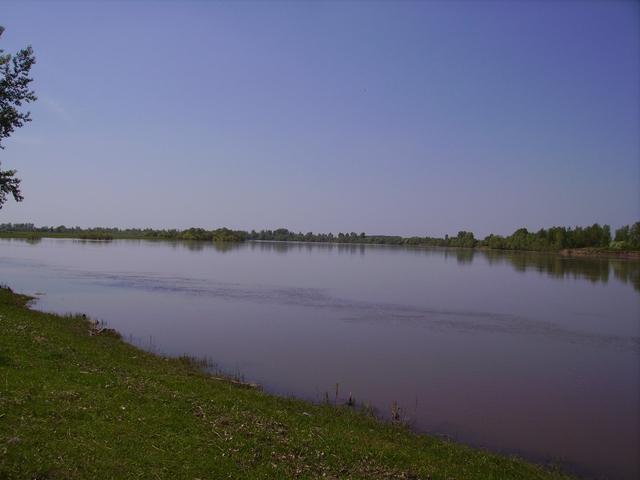
Le rive del Čulym
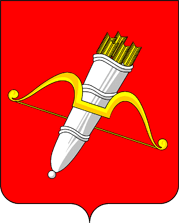
Vecchio stemma